# مولینگ (هئی‌لونگ‌جیانگ)
مولینگ (به چینی: 穆棱市) یک شهر (در سطح شهرستان) در چین است که در تابعیت شهر مودان‌جیانگ (شهر در سطح ولایت)، استان هئی‌لونگ‌جیانگ واقع شده‌است.
نام این شهر برگرفته شده از نام رودخانهٔ عبوری از این منطقه، رود مولینگ (穆棱河) می‌باشد. نام این رودخانه در زبان چینی گرفته شده از نام منچوی آن، مورین (ᠮᠣᡵᡳᠨ) به معنای «اسب» می‌باشد.

## تقسیمات اداری
شهر مولینگ به ۶ شهرک، ۱ قصبه، و ۱ قصبه قومیتی (مشترکا مختص کره‌ای‌ها و منچوها) تابعه تقسیم شده است. دو «میدان و اداره» هم‌سطح قصبه نیز تابع این شهرستان می‌باشند.
- شهرک بامیان‌تونگ (八面通镇، Bāmiàntōng zhèn)
- شهرک شیاچنگ‌زی (下城子镇، Xiàchéngzǐ zhèn)
- شهرک شینگ‌یوان (兴源镇، Xìngyuán zhèn)
- شهرک ماچیاوهه (马桥河镇، Mǎqiáohé zhèn)
- شهرک مولینگ (穆棱镇، Mùlíng zhèn)
- شهرک هه‌شی (河西镇، Héxī zhèn)

- قصبه گونگ‌هه (河西镇، Gònghé xiāng)

- ‌ قصبه قومیتی کره‌ای و منچو فولو/بونگنوک/فونگلو
  - (福禄朝鲜族满族乡، Fúlù cháoxiǎnzú mǎnzú xiāng)
  - (복록조선족만족향، Pongnok chosŏnjok manjok hyang)
  - (ᡶᡠᠩᠯᡠ ᠴᠣᠣᡥᡳᠶᠠᠨ ᡠᡴᠰᡠᡵᠠ ᠮᠠᠨᠵᡠ ᡠᡴᠰᡠᡵᠠ ᡤᠠᡧᠠᠨ، funglu coohiyan uksura manju uksura gašan)

- ادارهٔ جنگل‌داری بامیان‌تونگ (八面通林业局، Bāmiàntōng línyèjú)
- ادارهٔ جنگل‌داری مولینگ (穆棱林业局، Mùlíng línyèjú)